# HD 183007
HD 183007，又名CD-4313395，SAO 229712、HR 7392，是一颗恒星，视星等为5.71，位于銀經355.03，銀緯-24.84，其B1900.0坐标为赤經19h 22m 17.3s，赤緯-43° -24.84′ 45″。